# Makian
Makian (anche Machian) è un'isola dell'arcipelago indonesiano delle Molucche, situata nella provincia di Maluku Settentrionale, a sud di Tidore e a nord di Bacan, abitata da 14 000 persone nel 2020.
L'isola è dominata dal vulcano Kiebesi (1.357 metri). Nel 1760, un'eruzione uccise circa 3 000 residenti. Un'altra eruzione ebbe luogo nel 1890. Infine, nel luglio 1988, una serie di eruzioni costrinse l'evacuazione temporanea dell'intera popolazione dell'isola, circa 15 000 persone.

## Storia

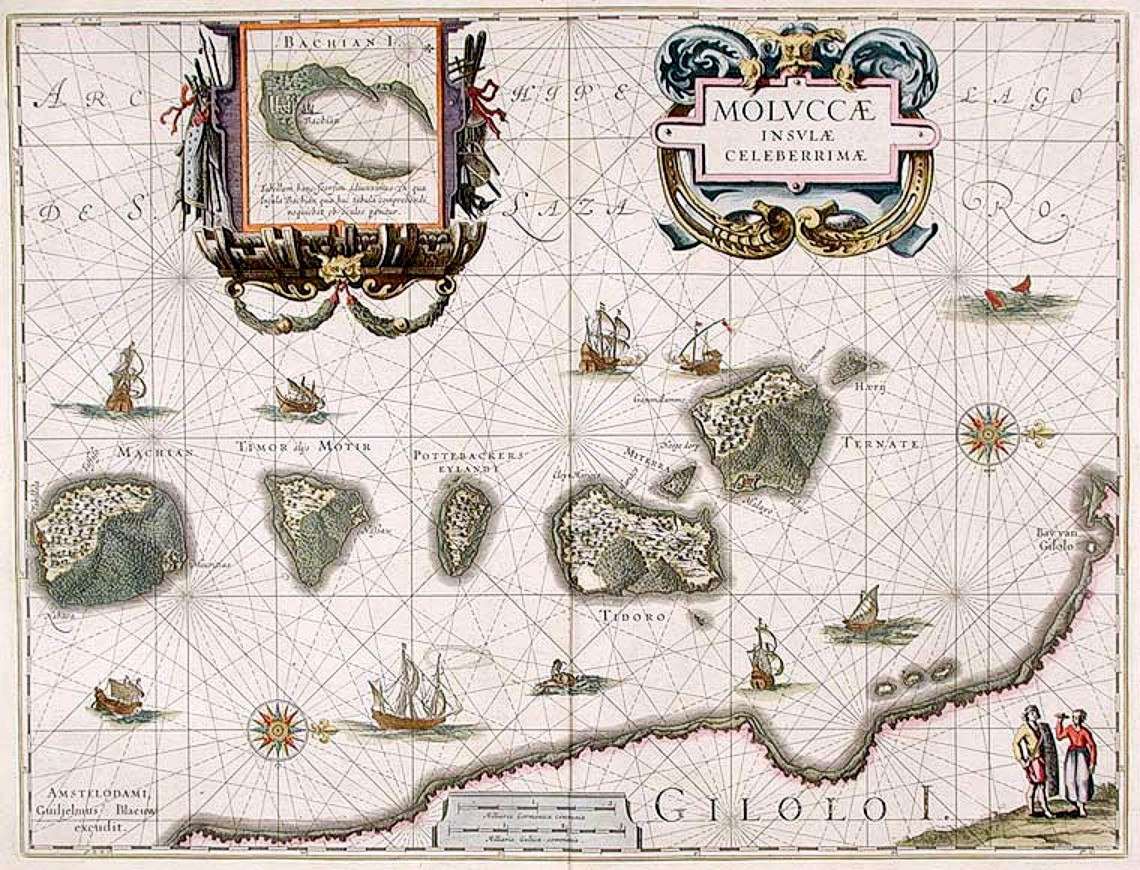
Mappa di Willem Blaeu del 1630 che mostra le isole di Makian ("Machian"), Moti ("Motik"), Mare ("Pottebackers"), Tidore, Maitara ("Miterra"), Ternate, Hiri ("Herij") e Gilolo (Halmahera)

Gli olandesi della VOC (Compagnia olandese delle Indie orientali) occuparono Makian nel 1608.

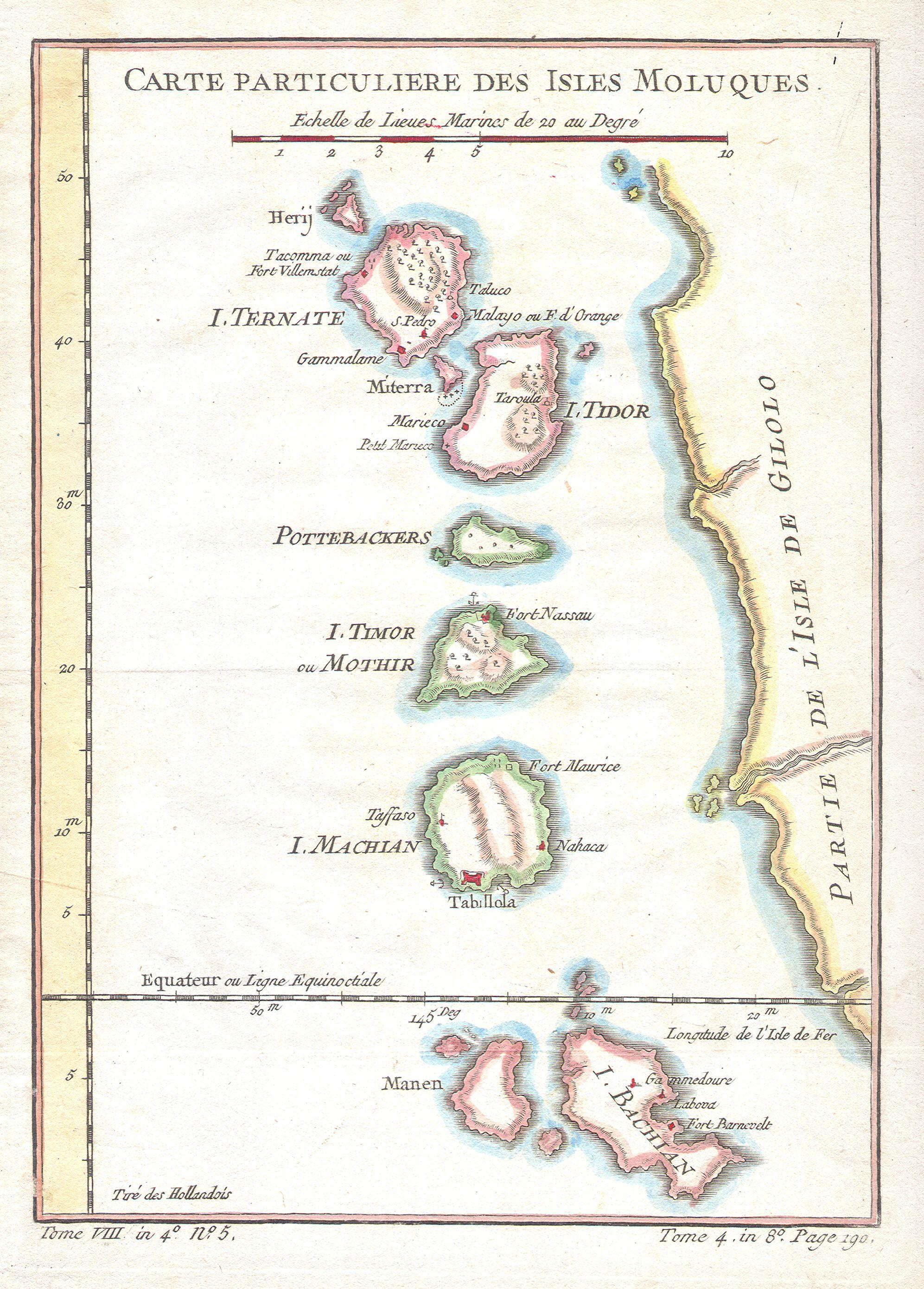
Mappa francese di Jacques-Nicolas Bellin (1760)